# Incident at Barstow
Pour plus de détails, voir Fiche technique et Distribution.
Incident at Barstow est un film américain écrit et réalisé par Tom Newth, sorti en 2011. Il met en vedettes dans les rôles principaux Sophie Devo, Jared Cohn, Richard Wheeler et Linkin Park.

## Synopsis
Abby et Griff, roulant en voiture à Los Angeles, se retrouvent en possession d’un corps et d’un sac rempli d’argent. Poursuivis par l’homme de main du mystérieux et puissant M. Colpeper, ils entrent dans une spirale descendante de réactions futiles et de mauvaise foi.

## Distribution
- Sophie Devo : Abby
- Jared Cohn : Griff
- Richard Wheeler : Don
- Linkin Park : Walter
- Rachel Rae : le peintre
- Kathy Logue : Ida
- Robert Logue : Mr. Colpeper
- Julia Diddy : Jackie
- Bambi von Logue Newth : Chris
- Ian Grant : Ian
- David S. Sterling : Buster
- Pete McCarvill : Billy
- Derek Baker : M. Muscle
- Tom Cabral : enfant punk
- Camden Grant : élève peintre
- Zola Diddy : élève peintre
- George Torres : Sœur Olvera
- Kenneth Wu : lui-même[2]

## Production
Le tournage a eu lieu à Los Angeles, en Californie, aux États-Unis. Le film est sorti le 1er août 2011 aux États-Unis, son pays d’origine.